# Kindle File Format
Kindle File Format — собственный формат файлов электронных книг, созданный компанией Amazon, который можно загружать и читать на таких устройствах, как смартфоны, планшеты, компьютеры или электронные книги, на которых установлено приложение Amazon Kindle. Файлы электронных книг в формате Kindle изначально имели расширение имени файла .azw; версия 8 (KF8) представила функции HTML5 и CSS3 и имела расширение .azw3, а версия 10 представила новый механизм набора текста и компоновки с дефисами, кернингом и лигатурами и имела расширение .kfx.

## История
Устройства и приложения Kindle предназначены для использования форматов электронных книг Amazon: azw, основанного на Mobipocket; в Kindle четвёртого поколения и более поздних версиях — azw3, также называемый KF8; а в Kindle седьмого поколения и более поздних версиях — KFX. При загрузке через службу «Отправить на Kindle» электронные книги Kindle теперь поддерживают формат файлов ePub, используемый многими другими устройствами для чтения электронных книг. Для конвертации электронных книг в поддерживаемые форматы файлов Kindle доступно такое программное обеспечение, как бесплатный Calibre с открытым исходным кодом, Amazon KindleGen, и служба отправки на Kindle по электронной почте. Устройства Kindle также могут отображать некоторые общие форматы документов, такие как файлы обычного текста (txt) и портативного формата документа (pdf); однако перекомпоновка не поддерживается для этих типов файлов.
В конце 2011 года Kindle Fire представил «Kindle Format 8» (kf8), также известный как формат файлов azw3, который поддерживает подмножество функций HTML5 и CSS3, выступая в качестве контейнера для обратно совместимого документа с содержимым mobi. В августе 2015 года все электронные книги Kindle, выпущенные за предыдущие два года, были обновлены новым механизмом набора и вёрстки, который добавляет в текст дефисы, кернинг и лигатуры; электронные книги, поддерживающие этот движок, требуют использования формата файлов «Kindle Format 10» (kfx). Электронные книги, поддерживающие формат расширенного набора, обычно указаны в описании. В 2017 году Amazon выпустила Kindle Create, инструмент, который может конвертировать файлы .doc в формат файлов Kindle. В 2022 году, хотя служба Send-to-Kindle поддерживала только исходные форматы электронных книг .mobi/.azw (наряду с некоторыми другими форматами файлов, не относящимися к электронным книгам), Amazon объявила об отказе от этой поддержки в пользу .epub, который планируется преобразовать в Amazon KF8 (.azw3) с конца 2022 года.